# Vlag van Opmeer

vlag van de gemeente Opmeer (sinds 1981)

Vlag van Opmeer (1960-1981)

De vlag van Opmeer is op 12 maart 1981 vastgesteld als de gemeentelijke vlag van de Noord-Hollandse gemeente Opmeer. De vlag is gebaseerd op de kleuren uit het gemeentewapen, dat in 1980 door koningin Juliana werd toegekend.

## Omschrijving
De vlag wordt door de gemeente als volgt omschreven:
Een verticale rode streep aan de broekingzijde; op de vlucht drie horizontale banen, waarvan de middelste twee keer zo hoog is als de anderen, gekleurd blauw-geel-blauw; op de gele baan bij de mast een rode leeuw.
De kleuren verwijzen naar de voorgaande gemeenten Hoogwoud en Opmeer. De vlag van Hoogwoud had een vergelijkbare indeling met een blauw-geel-blauwe vlag.

## Voorgaande vlag
Op 14 maart 1960 was een eerdere vlag vastgesteld. Volgens Sierksma bestond deze uit vier banen van gelijke hoogte van wit, rood, geel en blauw. Deze kleuren waren afgeleid van de gemeentewapen na samenvoeging van Opmeer en Spanbroek.

### Verwante afbeeldingen

Wapen van Opmeer (1961)
Wapen van Opmeer (1980)
Vlag van Hoogwoud

Aalsmeer · Alkmaar · Amstelveen · Amsterdam · Bergen · Beverwijk · Blaricum · Bloemendaal · Castricum · Den Helder · Diemen · Dijk en Waard · Drechterland · Edam-Volendam · Enkhuizen · Gooise Meren · Haarlem · Haarlemmermeer · Heemskerk · Heemstede · Heiloo · Hilversum · Hollands Kroon · Hoorn · Huizen · Koggenland · Landsmeer · Laren · Medemblik · Oostzaan · Opmeer · Ouder-Amstel · Purmerend · Schagen · Stede Broec · Texel · Uitgeest · Uithoorn · Velsen · Waterland · Wijdemeren · Wormerland · Zaanstad · Zandvoort